# Ján Čajak
Ján Čajak (Liptovský Ján, 19 dicembre 1863 – Bački Petrovac, 29 maggio 1944) è stato uno scrittore slovacco.

## Biografia

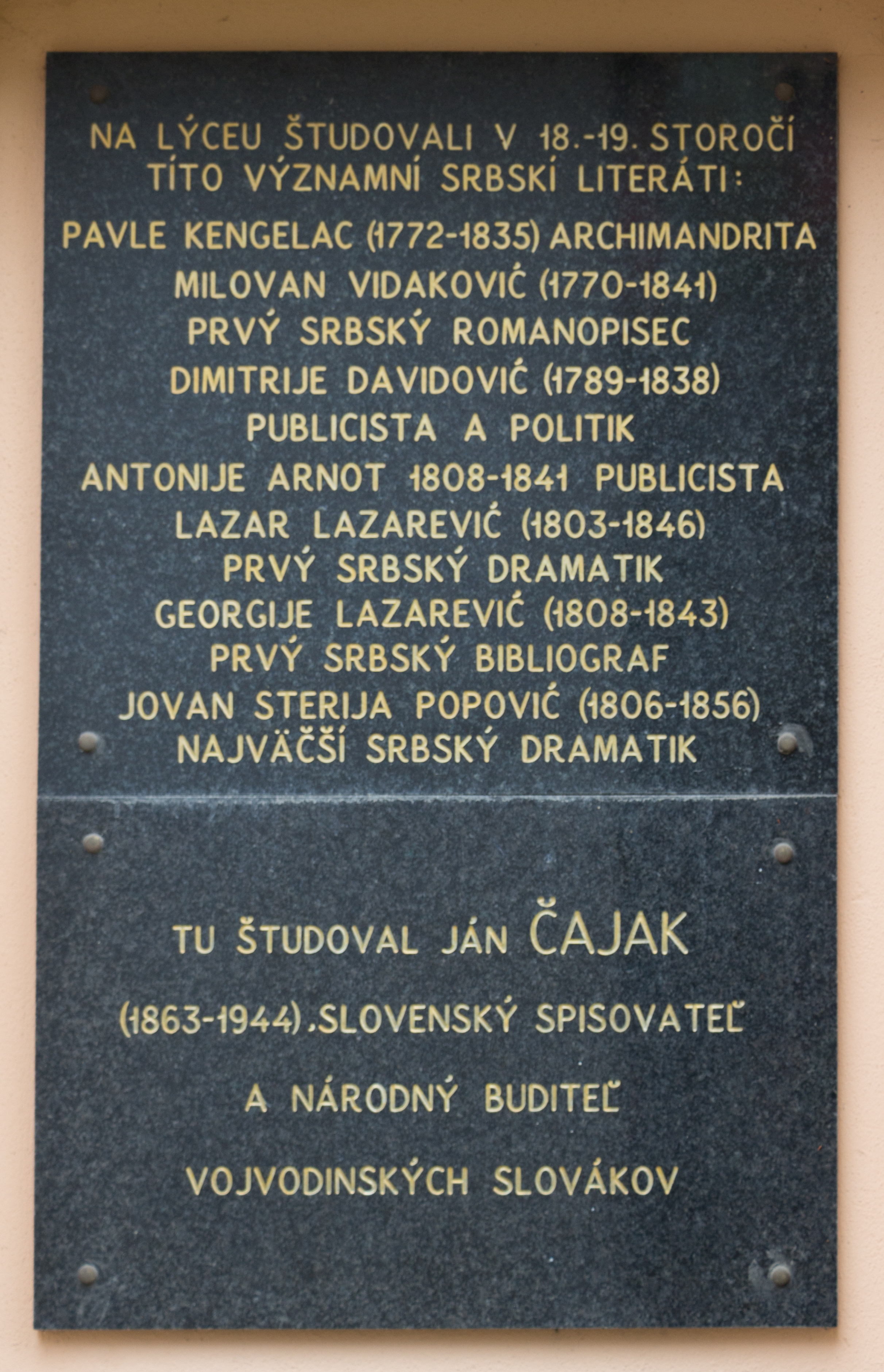
Targa sulla parete del liceo di Kežmarok.

Figlio del pastore evangelico e poeta Janko Čajak, Ján Čajak frequentò le scuole di Lučenec e Bratislava, subendo sin dai tempi scolastici persecuzioni a causa dei suoi sentimenti nazionali slovacchi.
Terminati gli studi, si dedicò all'insegnamento in numerosi centri slovacchi, prima di trasferirsi nella Bačka, provincia dell'Ungheria meridionale, dove si attivò a varie attività culturali assieme ai suoi compatrioti emigrati.
Contemporaneamente si avvicinò alla scrittura, incominciando la sua carriera con il racconto Dinanzi all'altare (Pred oltárom, 1903), incentrato sul conflitto tra le esigenze della vita materiale e gli slanci spirituali; la stessa tematica venne approfondita nel seguente scritto, intitolato Per dovere (Z povinnosti, 1904).
In queste sue opere d'esordio Čajak descrisse soprattutto personaggi e soggetti presi dalla sua regione natia, invece successivamente divennero preponderanti i motivi ispirati dalla problematica della Bačka, come evidenziò l'opera Il ratto (Ùnos, 1907), come pure La richiesta di matrimonio (Vohľady, 1908), Ecce homo (1913) e Il colera (Cholera, 1922), che ebbero come denominatore comune gli argomenti storico-sociali e le trame psicologiche o erotiche.
L'opera più apprezzata di Čajak è il romanzo La famiglia Rovesný (Rodina Rovesných, 1909), basato sul lento ma inevitabile degrado morale e materiale di una famiglia di commercianti della Bačka: il capo famiglia è un uomo buono ma debole, che si lascia comandare dalla moglie e e non è capace ad inculcare i giusti valori ai suoi figli, che si allontanano progressivamente dalla famiglia e dalle tradizioni slovacche per sposare le persone sbagliate e dimenticare i sentimenti nazionali; così finiscono per magiarizzarsi entrando nel mondo dei burocrati ungheresi, un mondo moralmente discutibile ed economicamente insicuro.
Uno dei personaggi del romanzo risulta essere autobiografico e raffigura il destino degli uomini di cultura slovacchi, che devono rinunciare a molte libertà e subiscono la pressione del regime asburgico e della dominazione ungherese.
Tra le altre opere di Čajak, si può menzionare Tubercolosi (Suchoty, 1910), un racconto intriso di spirito populistico, ispirato dalle condizioni igieniche-sanitarie della popolazione contemporanea, che interessò anche Lev Tolstoj per i suoi contenuti.
Tra le altre sue attività, Čajak fu delegato degli slovacchi della Voivodina alla Grande Assemblea Nazionale nel 1918, co-fondatore dell'Associazione editoriale jugoslava a Bački Petrovac, co-fondatore del liceo slovacco a Bački Petrovac. Ha anche lavorato come presidente del dipartimento letterario ed etnografico della Matica slovenská in Jugoslavia, e anche le sue collaborazioni giornalistiche ed editoriali nella rivista Náš život risultarono di notevole importanza.

## Opere
- Dinanzi all'altare (Pred oltárom, 1903);
- Per dovere (Z povinnosti, 1904);
- Il ratto (Ùnos, 1907);
- La richiesta di matrimonio (Vohľady, 1908)
- Ecce homo (1913);
- Il colera (Cholera, 1922);
- La famiglia Rovesný (Rodina Rovesných, 1909);
- Tubercolosi (Suchoty, 1910).